# Joseph Atiyeh
Joseph Atiyeh (n. 8 octombrie 1957, Allentown, Pennsylvania, SUA) este un luptător ce a reprezentat Siria, medaliat olimpic. A participat la o ediție a Jocurilor Olimpice (1984) în care a câștigat o medalie de argint.

## Participări
Lista de mai jos prezintă principalele competiții la care a participat Joseph Atiyeh de-a lungul carierei.
- wrestling at the 1984 Summer Olympics – men's freestyle 100 kg[*]